# Курчумский хребет
Курчумский хребет (каз. Күршім жотасы) — горный хребет на юге Алтая, расположенный на территории Куршимского района Восточно-Казахстанской области Казахстана. Пролегает между рекой Курчум на севере, реками Калгаты и Калжыр и озером Маркаколь на юге.
Протяжённость хребта составляет около 150 км. Преобладающие высоты — от 700—1000 м на западе до 2500 м на востоке. Максимальная высота — 2645 м. Хребет сложен палеозойскими метаморфическими породами. Нижние части крутых склонов хребта покрыты степной растительностью, сменяющейся разнотравно-злаковыми лугами, северный склон — лиственничными лесами. Высоты свыше 2000 м покрыты высокогорной тундрой.